# Karol Scheibler
Karol Scheibler (1. září 1820 Montjoi – 13. dubna 1881 Lodž) byl význačný německý průmyslník, který se podílel na rozvoji textilního průmyslu a přispěl k rozvoji Lodže, která se stala jedním z nejvýznačnějších měst rozděleného Polska. Byl filantrop, což připomíná v Lodži celá řada historických památek.

## Životopis

### Mládí
Pocházel z německé rodiny evangelicko – augsburské církve, jejíž rodokmen sahal až do 15. století. Jeho otec byl vlastníkem německé textilní továrny. Schebler se vyučil v Anglii a následně byl na praxi v Belgii, Francii, Skotsku, Holandsku a v Rakousku. V roce 1838 se stal ředitelem přádelny svého strýce Gustawa Pastora ve Verviers a o rok později byl zaměstnán v přádelně  Johna Cockerilla v Liège. V roce 1842 otevřel zastoupení několika anglických firem zabývajících se prodejem textilních strojů v Bad Vöslau u Vídně.

### Příjezd do Lodže
V roce 1848 přijel Scheibler do Polského království a stal se ředitelem přádelny bavlny u svého strýce v Ozorkowie. V roce 1852 založil v Lodži společnost, která se měla věnovat výrobě textilních strojů. Na počátku jeho průmyslové kariery mu pomohl sňatek s bohatou dcerou majitele textilních továren v Zgierzu i Ozorkowie a pivovaru v Leśmierzu. Majetek jeho ženy byl dvakrát větší než jeho. Sňatek mu společně se získanými  úvěry umožnil v roce 1855 otevřít první továrnu – plně zmechanizovanou přádelnu a pak pokračovat v dalším rozšiřování provozu. Svojí činnosti zahájil další epochu rozvoje textilní výroby v Lodži. V době této expanze vznikly zde další tři průmyslové areály, Wodny Rynek, Księży Młyn a areál St. Emilia a Widzewska (nyní Jan Kiliński).

### Cesta na vrchol
Na přelomu 50. a 60. let v důsledku občanské války v USA došlo k problémům s dodávkou bavlny do Evropy. V té době měl však Scheibler dostatečné zásoby a tak když druzí zavírali svoje továrny, on mohl pokračovat ve výrobě a na tomto trojnásobném růstu cen získal značné prostředky.
Karol Scheibler vytvořil velké impérium a na konci jeho života v roce 1881 se jeho majetek odhadoval na 14 miliónů rublů. Takového objemu neměl žádný z jeho současných polských průmyslníků. V roce 1879, krátce před jeho odchodem mu car Alexandr II. dal za jeho zásluhy vyznamenání Řád svatého Stanislava II. třídy.

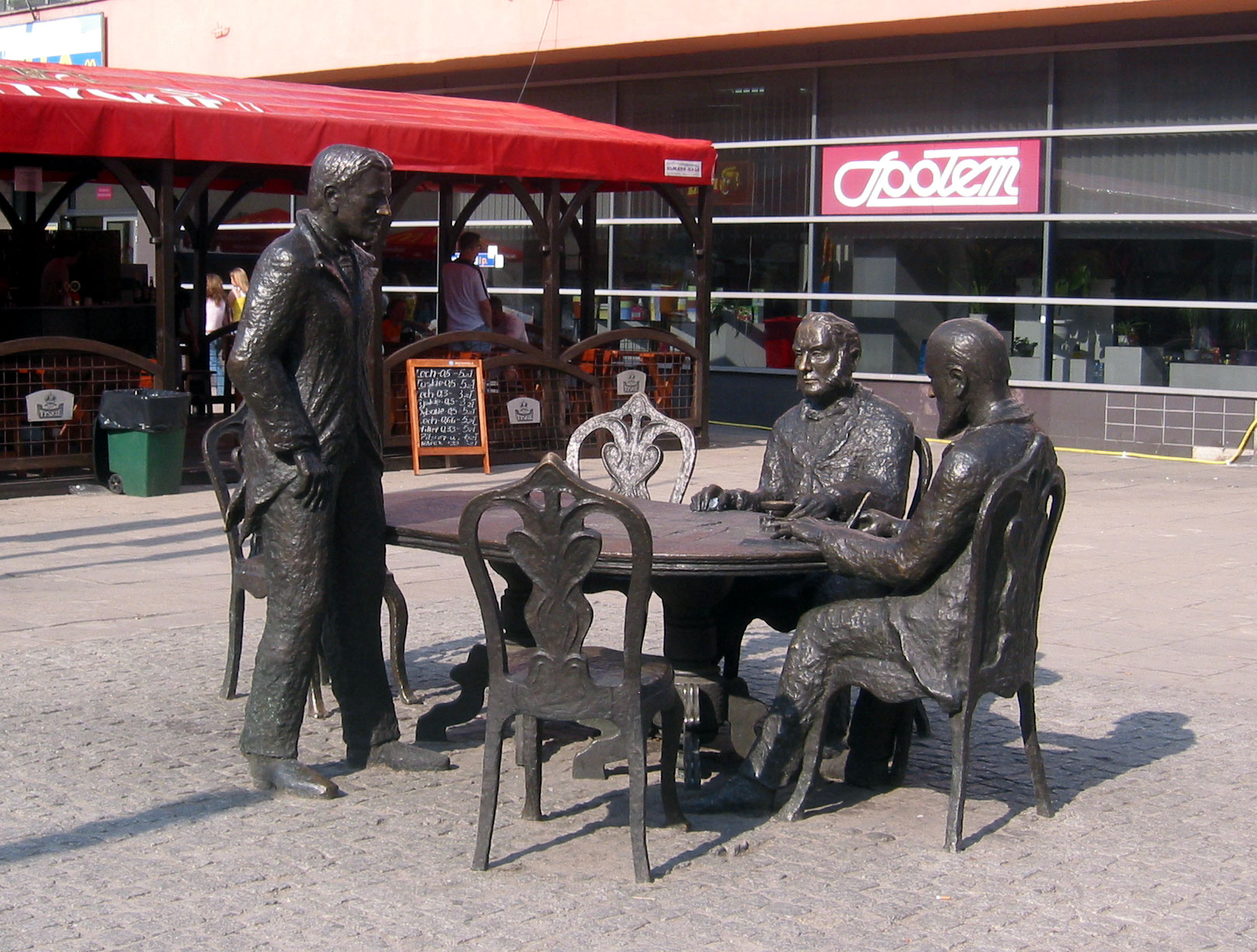
Karol Scheibler, Izrael Poznaňský a Ludwik Grohman

### Význam
Karel Scheibler patří k těm průmyslníkům, kteří se podíleli na rozmachu města., byli to mimo něj i Ludwik Grohman a Izrael Poznaňský. Proto bývá právem také označován jako král bavlny. Jeho přínos však není jen v rozvoji textilní průmyslu, ale také v celkovém rozvoji města, které se již za jeho života stalo jedním z největších měst. Situace v Lodži nebyla v té době jednoduchá, bylo již po trojím dělení Polska a rozvoj průmyslu zhruba sto kilometrů od Varšavy se musel vypořádat s celou řadou problémů. Průmyslová revoluce představuje vždy celkové změny. Karol Scheibler, byl jedním z těch, který v Lodži této revoluci a těmto změnám pomáhal. Lodž se v průběhu jeho života v 19. století stala význačným textilním městem. Jeho filantropii připomíná škola, nemocnice nebo úpravy v kostele.

## Historické památky
Karol Scheibler se podílel svojí činností nejen na rozvoji textilního průmyslu, ale i na rozvoji města. Za svého života dával Scheibler velké sumy na budování městských budov, škol, nemocnice, kostelů a přispíval na celou řadu charitativních akcí. K růstu jeho podniků došlo i přes částečné problémy, které ve městě byly v důsledků potíže podniků druhého bavlněného krále Ludwika Geyera. Tento vývoj je nejlépe vidět na Piotrowké ulici, která se stala těmito stavbami i kulturní památkou města. Nyní je Karol Scheibler pochován ve velké rodinné kapli, která je historickou památkou.

## Galerie

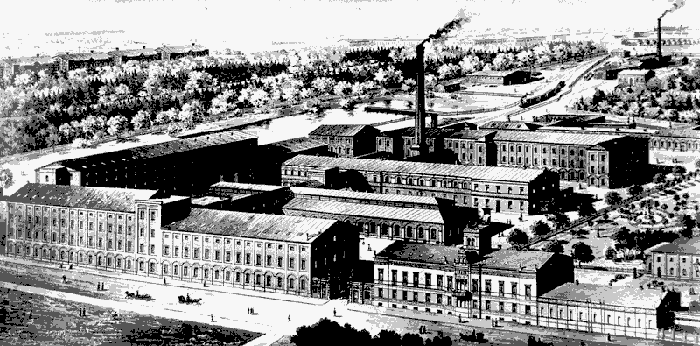
Scheiblerova továrna
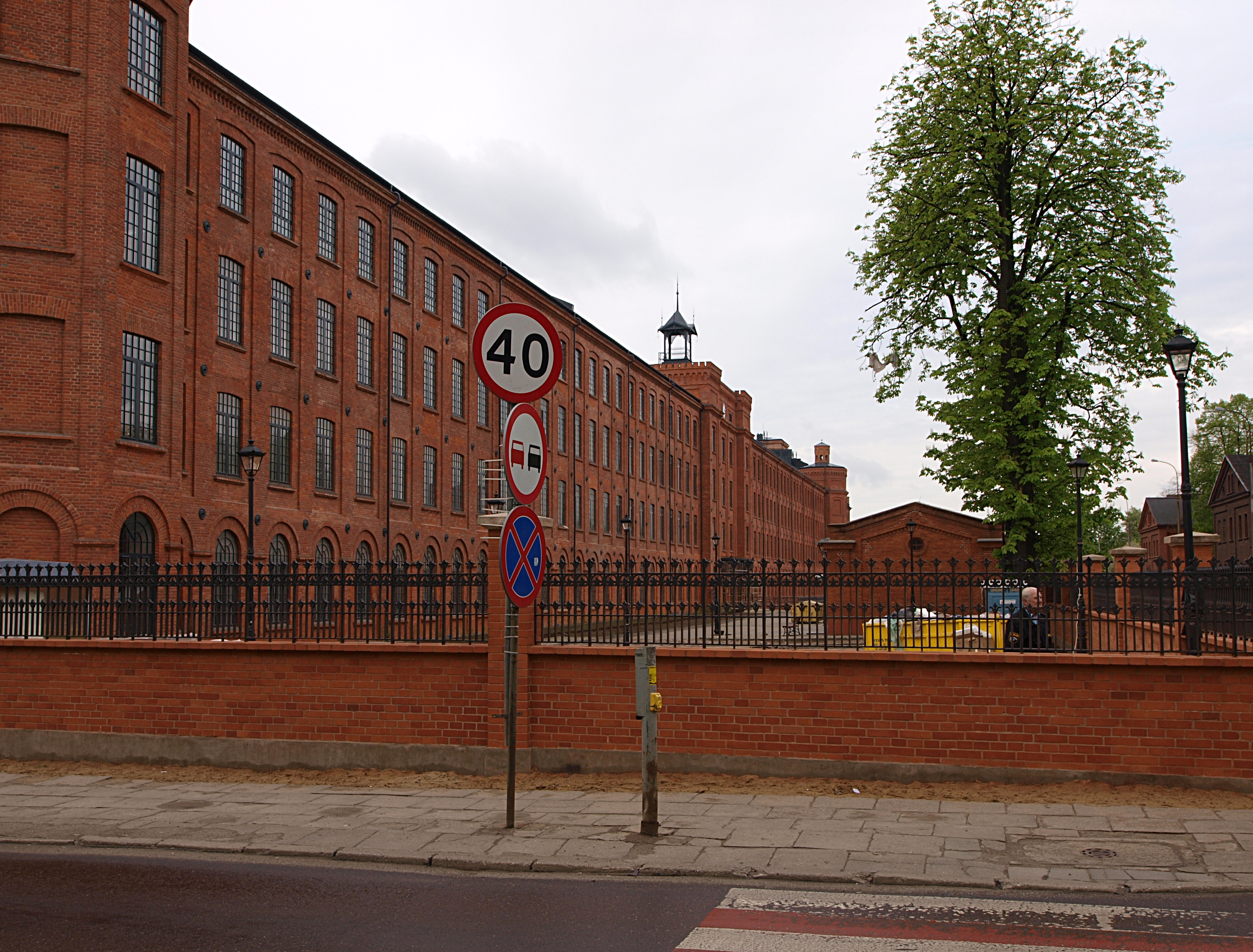
Łódź Księży Młyn
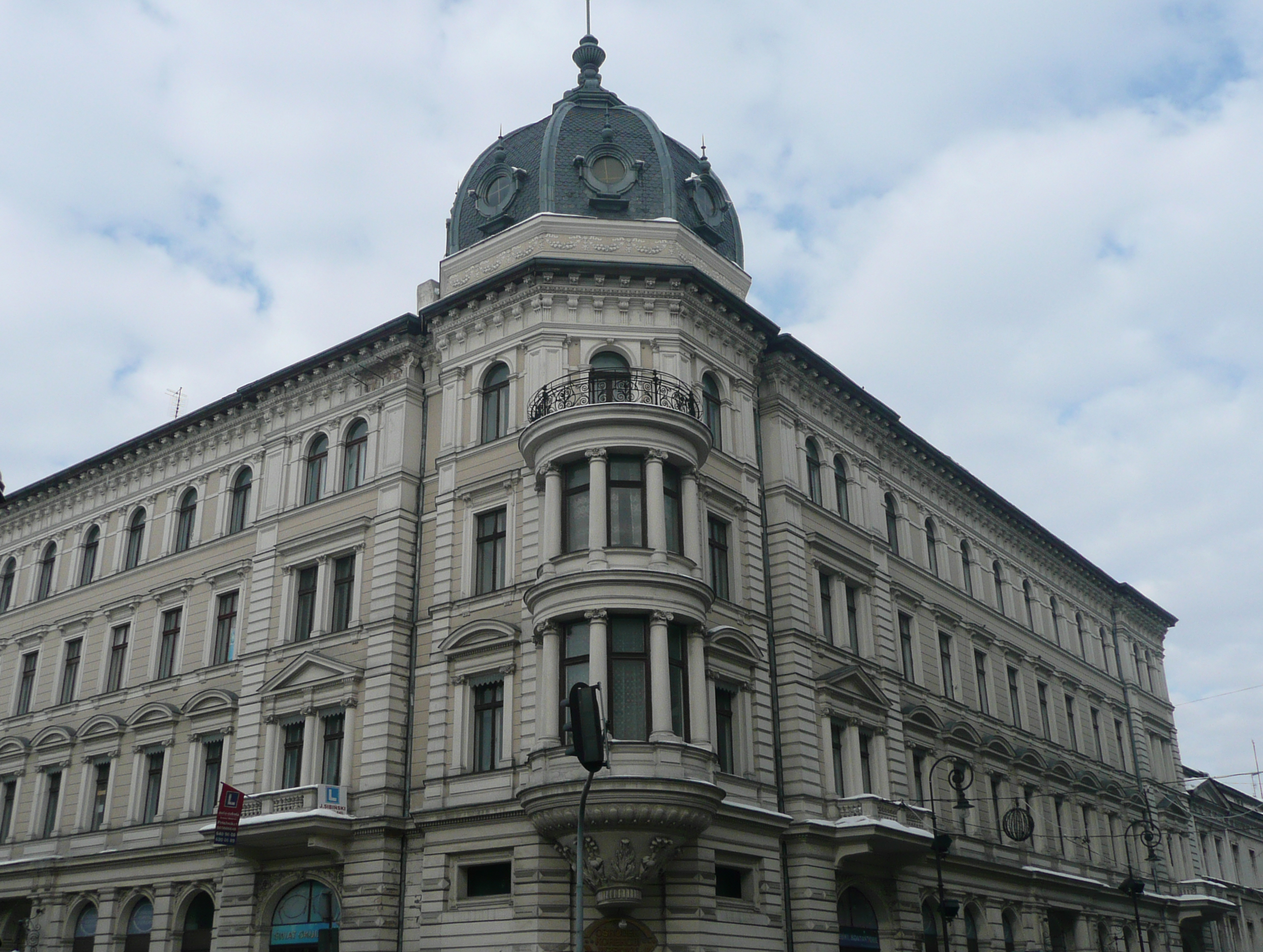
Scheiblerův dům v Lodži
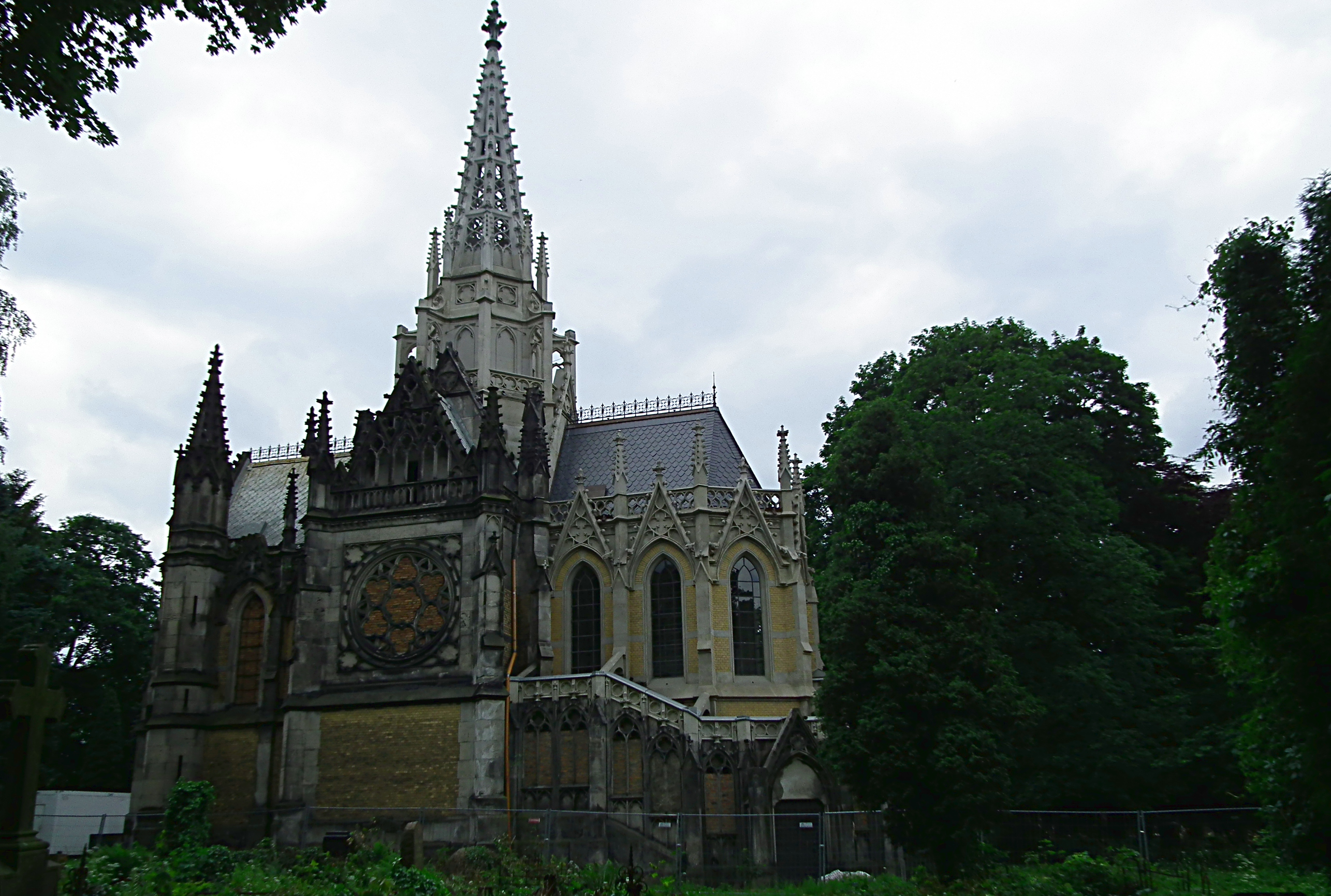
Kaple Karola Scheiblera
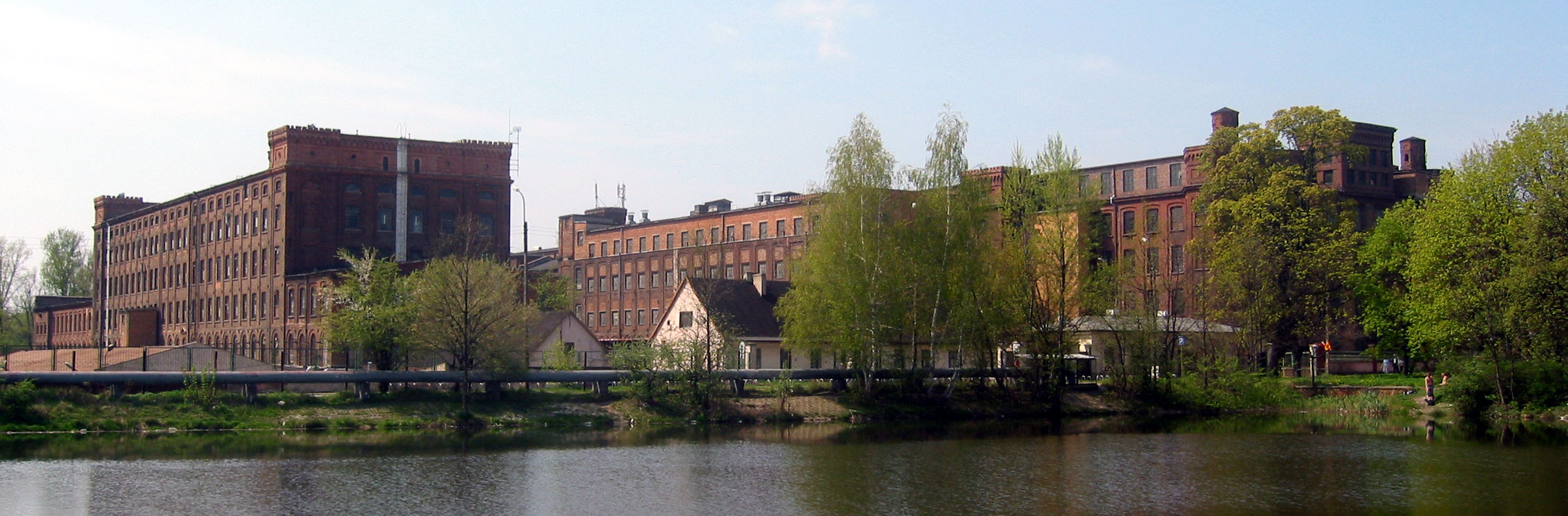
továrna Grohman Scheibler